# Challenger de Nueva Delhi 2024
El torneo Delhi Open 2024 fue un torneo de tenis perteneció al ATP Challenger Tour 2024 en la categoría Challenger 75. Se trató de la 4ª edición; el torneo tuvo lugar en la ciudad de Nueva Delhi (India), desde el 26 de febrero hasta el 3 de marzo de 2024 sobre pista dura al aire libre.

## Jugadores participantes del cuadro de individuales
| Favorito | País                       | Jugador           | Rank1 | Posición en el torneo |
| -------- | -------------------------- | ----------------- | ----- | --------------------- |
| 1        | Bandera de Francia         | Benjamin Bonzi    | 128   | Segunda ronda         |
| 2        | Bandera de Australia       | Adam Walton       | 154   | Segunda ronda         |
| 3        | Bandera de Mónaco          | Valentin Vacherot | 173   | Segunda ronda, retiro |
| 4        | Bandera de República Checa | Dalibor Svrčina   | 178   | Cuartos de final      |
| 5        | Bandera del Reino Unido    | Oliver Crawford   | 191   | Primera ronda         |
| 6        | Bandera de Corea del Sur   | Seong-chan Hong   | 194   | Primera ronda         |
| 7        | Bandera de Italia          | Federico Gaio     | 204   | Segunda ronda         |
| 8        | Bandera de Portugal        | Gonçalo Oliveira  | 215   | Segunda ronda         |

- 1 Se ha tomado en cuenta el ranking del 19 de febrero de 2024.

### Otros participantes
Los siguientes jugadores recibieron una invitación (wild card), por lo tanto ingresan directamente al cuadro principal (WC):
- Ramkumar Ramanathan
- Mukund Sasikumar
- Karan Singh

Los siguientes jugadores ingresan al cuadro principal tras disputar el cuadro clasificatorio (Q):
- Moez Echargui
- Muhammad Rifqi Fitriadi
- Jonáš Forejtek
- Philip Sekulic
- Samuel Vincent Ruggeri
- Siddharth Vishwakarma

## Campeones

### Individual Masculino
- Geoffrey Blancaneaux derrotó en la final a  Coleman Wong por 6–4, 6–2

### Dobles Masculino
- Piotr Matuszewski /  Matthew Romios derrotaron en la final a  Jakob Schnaitter /  Mark Wallner por 6–4, 6–4